# Porsche Formula E Team
La Porsche Formula E Team, denominata TAG Heuer Porsche Formula E Team per ragioni di sponsorizzazione, è una scuderia automobilistica di Formula E. La scuderia ha fatto il suo esordio nella stagione 2019-2020.

## Storia

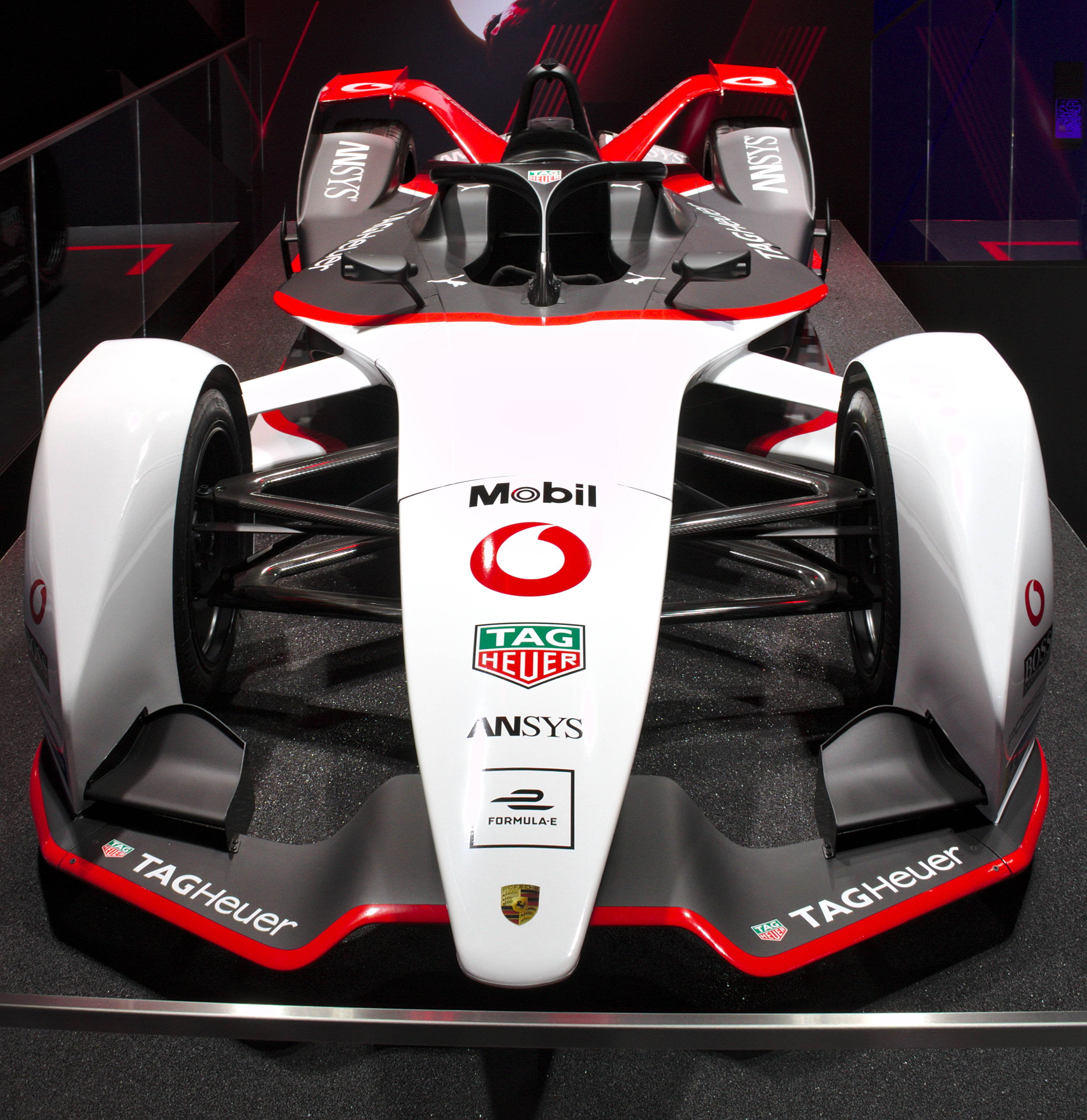
La Porsche 99x Electric in esposizione al salone dell'automobile di Francoforte 2019

### Primi Test
La Porsche iniziò i primi test con una monoposto elettrica il 5 marzo 2019 sul circuito di Weissach con Neel Jani al volante. Nell'aprile 2019 ha condotto alcuni test sul circuito di Calafat con i piloti Neel Jani e Brendon Hartley.

### 2019-2020
Per la stagione 2019-2020 la scuderia ha ingaggiato André Lotterer, ex pilota della DS Techeetah, e Neel Jani. Il 30 settembre 2019 la scuderia ha confermato Simona de Silvestro e Thomas Preining come piloti collaudatori. Il pilota tedesco ottiene all'E-Prix di Dirʿiyya un secondo posto nella prima delle due gare. Il pilota tedesco si ripeterà qualche mese più tardi ottenendo un altro secondo posto in Gara 1 all'E-Prix di Berlino. La stagione si è conclusa con due podi e un ottavo posto finale in classifica costruttori.

#### La vettura
La vettura della scuderia, denominata Spark-Porsche 99x Electric, è stata presentata ufficialmente il 29 agosto 2019. La presentazione di quattro ore è stata trasmessa in diretta sulla piattaforma streaming Twitch.tv in forma di gioco interattivo.

### 2020-2021
Per la stagione 2020-2021 conferma André Lotterer e ingaggia l'ex pilota di Formula 1 Pascal Wehrlein che nei due anni precedenti ha corso con il team Mahindra Racing. Proprio con un terzo posto di Wehrlein a Roma la Posche torna a podio, mentre nell'E-Prix a Valencia successivo è Lotterer ad arrivare secondo. Nell'E-Prix di Puebla conquista la pole-position nella prima qualifica con Wehrlein, in gara taglia il traguardo per primo ma poi viene squalificato, visto che la Porsche non aveva comunicato i treni di pneumatici Michelin montati sulle proprie monoposto. Nella seconda gara sul tracciato messicano sempre Wehrlein arriva 2º ma riceve un'altra penalità che lo esclude dal podio, portandolo al quarto posto.

### 2021-2022
Per il 2021-22 vengono confermati i piloti dell'anno precedente. Viene conquistata la prima doppietta per il team all'E-Prix di Città del Messico con Wehrlein primo.

## Risultati
| Anno    | Telaio             | Motore               | Gomme | No | Pilota                 | 1   | 2   | 3   | 4    | 5   | 6   | 7   | 8   | 9   | 10  | 11  | 12  | 13  | 14  | 15  | 16  | Punti | Pos. |
| ------- | ------------------ | -------------------- | ----- | -- | ---------------------- | --- | --- | --- | ---- | --- | --- | --- | --- | --- | --- | --- | --- | --- | --- | --- | --- | ----- | ---- |
| 2019-20 | Spark SRT 05e      | Porsche 99x Electric | M     |    |                        | DIR | DIR | SAN | MEX  | MAR | BER | BER | BER | BER | BER | BER |     |     |     |     |     | 79    | 8°   |
| 2019-20 | Spark SRT 05e      | Porsche 99x Electric | M     | 18 | Neel Jani              | 17  | 13  | Rit | 14   | 18  | 11  | 15  | Rit | 17  | 6   | 15  |     |     |     |     |     | 79    | 8°   |
| 2019-20 | Spark SRT 05e      | Porsche 99x Electric | M     | 36 | André Lotterer         | 2*  | 14* | SQ  | Rit* | 8   | 2   | 9   | 5   | 8   | 4   | 14  |     |     |     |     |     | 79    | 8°   |
| 2020-21 | Spark SRT 05e      | Porsche 99X Electric | M     |    |                        | DIR | DIR | ROM | ROM  | VAL | VAL | MON | PUE | PUE | NYC | NYC | LON | LON | BER | BER |     | 137   | 8°   |
| 2020-21 | Spark SRT 05e      | Porsche 99X Electric | M     | 36 | André Lotterer         | 16  | 11  | 14  | 15   | Rit | 2   | 17  | SQ  | 17  | 8   | 5   | 4G  | 17  | 10  | 4   |     | 137   | 8°   |
| 2020-21 | Spark SRT 05e      | Porsche 99X Electric | M     | 99 | Pascal Wehrlein        | 5   | 10  | 7   | 3    | Rit | 18  | Rit | SQG | 4   | Rit | 4   | 10  | 5   | 21  | 6   |     | 137   | 8°   |
| 2021-22 | Spark SRT 05e      | Porsche 99x Electric | M     |    |                        | DIR | DIR | MEX | ROM  | ROM | MON | BER | BER | JAK | MAR | NYC | NYC | LON | LON | SEO | SEO | 134   | 7°   |
| 2021-22 | Spark SRT 05e      | Porsche 99x Electric | M     | 94 | Pascal Wehrlein        | 11  | 9   | 1   | 8    | 6   | Rit | 6   | 12  | 8   | 12  | 6   | 11  | 10  | 10  | 7   | Rit | 134   | 7°   |
| 2021-22 | Spark SRT 05e      | Porsche 99x Electric | M     | 36 | André Lotterer         | 13  | 4   | 2   | 10   | 4   | Rit | 4   | 8   | 9   | 15  | 16  | 9   | 12  | 12  | Rit | Rit | 134   | 7°   |
| 2022-23 | Formula E Gen3     | Porsche 99XElectric  | H     |    |                        | MEX | DIR | DIR | HYD  | CAP | SAP | BER | BER | MON | GIA | GIA | POR | ROM | ROM | LON | LON | 242   | 4°   |
| 2022-23 | Formula E Gen3     | Porsche 99XElectric  | H     | 94 | Pascal Wehrlein        | 2   | 1   | 1   | 4    | Rit | 7   | 6   | 7   | 10  | 1   | 6   | 8   | 9   | 7   | 9   | 10  | 242   | 4°   |
| 2022-23 | Formula E Gen3     | Porsche 99XElectric  | H     | 13 | António Félix da Costa | 7   | 18  | 12  | 3    | 1   | 4   | Rit | 5   | 15  | 8   | 7   | 3   | Rit | 12  | 16  | 16  | 242   | 4°   |
| 2023-24 | Formula E Gen3     | Porsche99xElectric   | H     |    |                        | MEX | DIR | DIR | SAP  | TOK | MIS | MIS | MON | BER | BER | SHA | SHA | POR | POR | LON | LON | 328   | 2°   |
| 2023-24 | Formula E Gen3     | Porsche99xElectric   | H     | 13 | António Félix da Costa | Rit | 16  | 14  | 6    | 4   | SQ  | 19  | 7   | 6   | 1   | 18  | 1   | 1   | 1   | Rit | 12  | 328   | 2°   |
| 2023-24 | Formula E Gen3     | Porsche99xElectric   | H     | 94 | Pascal Wehrlein        | 1   | 8   | 7   | 4    | 5   | 16  | 1   | 5   | 5   | 4   | 2   | 20  | 10  | 6   | 1   | 2   | 328   | 2°   |
| 2024-25 | Formula E Gen3 EVO | Porsche 99x Electric | H     |    |                        | SAP | MEX | JED | JED  | MIA | MON | MON | TOK | TOK | SHA | SHA | GIA | BER | BER | LON | LON | 256   | 1°   |
| 2024-25 | Formula E Gen3 EVO | Porsche 99x Electric | H     | 1  | Pascal Wehrlein        | Rit | 3   | 15  | 8    | 1   | 6   | 7   | 13  | 2   | 12  | 2   | 11  | 2   | 15  | 3   | 8   | 256   | 1°   |
| 2024-25 | Formula E Gen3 EVO | Porsche 99x Electric | H     | 13 | António Félix da Costa | 2   | 2   | 9   | Rit  | 3   | Rit | 4   | 7   | Rit | 13  | 3   | 4   | 10  | 8   | 14  | 6   | 256   | 1°   |

| Legenda | 1º posto                | 2º posto        | 3º posto            | A punti      | Senza punti | Grassetto=Pole position Corsivo=Giro più veloce |
| Legenda | Solo prove/Terzo pilota | Non qualificato | Ritirato/Non class. | Squalificato | Non partito | Grassetto=Pole position Corsivo=Giro più veloce |

- G: Pilota col giro più veloce nel gruppo di qualifica.
- *: Fanboost